# Instabilité de Richtmyer-Meshkov
 (février 2021).
Pour les articles homonymes, voir Instabilité.
L'instabilité de Richtmyer-Meshkov (IRM) se produit quand une interface entre fluides de densités différentes est accélérée par une impulsion, par exemple par le passage d'une onde de choc. Le développement de l'instabilité commence par des perturbations d'amplitude faible qui se développent d'abord linéairement avec le temps. 
Cet état est suivi d'un régime non linéaire avec des bulbes qui apparaissent dans le cas d'un fluide léger pénétrant un fluide lourd, et avec l'apparition de zones de transition dans le cas d'un fluide lourd pénétrant un fluide léger. 
Ensuite, un régime chaotique est atteint et les deux fluides se mélangent. Pendant l'implosion d'une cellule de fusion à confinement inertiel, la cellule chaude entourant le combustible deutérium-tritium est accélérée par le choc. 
Le mélange entre le matériau de la cellule et le combustible n'est pas souhaité et des efforts sont faits pour minimiser toutes les imperfections ou irrégularités. 
À une échelle totalement différente, des matériaux dus à une fusion stellaire (par exemple le Cobalt-56) ont été observés plus tôt que prévu dans la supernova 1987A, mettant ainsi en évidence un mélange turbulent dû aux instabilités de Richtmyer-Meshkov et de Rayleigh-Taylor. 
Entre ces deux extrémités, la combustion supersonique dans un réacteur de type Scramjet peut tirer bénéfice de l'IRM qui permet d'accroitre l'interface entre carburant et comburant par l'atomisation du carburant en gouttelettes plus fines. L'étude de la transition déflagration-détonation (TDD) prouve que l'accélération spontanée de la flamme due à l'IRM peut engendrer une détonation. 
L'IRM peut être considérée comme la limite de l'état d'accélération de l'instabilité de Rayleigh-Taylor. 
R.D. Richtmyer a fourni une prévision théorique dans l'article "Taylor instability in a shock acceleration of compressible fluids", Communications on Pure and Applied Mathematics 13, 297-319 (1960).
E.E. Meshkov a donné la vérification expérimentale dans l'article "Instability of the Interface of Two Gases Accelerated by a Shock Wave", Soviet Fluid Dynamics 4 ,101-104 (1969).